# Osman II.
Osman II. (3. listopadu 1604 – 20. května 1622), v turecku známý jako Genç Osman (mladý Osman), byl osmanský sultán od roku 1618 až do svého zavraždění v roce 1622.

## Dětství
Osman II. se narodil v paláci Topkapi v Istanbulu. Byl synem sultána Ahmeda I. a jeho první manželky Mahfiruz Hatice Sultan. Podle tradic mu už ve velmi nízkém věku matka zajistila výchovu a vzdělání. Díky tomu byl Osman známý jako básník a ovládal spoustu jazyků, včetně arabštiny, perštiny, řečtiny, latiny a italštiny.

## Vláda
Osman II. nastoupil na trůn ve svých čtrnácti letech poté, co byl jeho strýc Mustafa I. sesazen. I přes neobvykle nízký věk se snažil jako vládce prosadit a poté, co bránil východní hranice říše před Safíovci z Persie, podnikl výpravu do Polska během Moldavské magnátské války. V roce 1621 nuceně podepsal mírovou dohodu s Polskem po bitvě u Chotimi; domů do Istanbulu se vrátil se zostuzenými janičáři, kteří jej nazývali zbabělcem. Pobouřeni byli i státníci.
Základní a zároveň výjimečnou slabost měl Osman II. kvůli nepřítomnosti ženské moci v harému. Od roku 1620 až do své smrti zastupovala Valide Sultan obyčejná kojná. Ta se ale nikdy nemohla vyrovnat Mustafově matce, která žila ve starém paláci. I když měl na své straně všechny hlavní eunuchy, nemohl tím nahradit absenci ženy, která v tomto období měla velký význam; obzvlášť, když byl Osman tak mladým panovníkem, nepřítomnost matky ovlivnila délku jeho vlády. Podle Piterburga neměl Osman II. ani žádnou Haseki Sultan (konkubínu s dětmi, milenku), i když Peirce tvrdí, že jeho Haseki byla Ayşe Hatun. I kdyby tomu tak bylo, Ayşe by nemohla být Valide sultánkou v době vlády svého muže.

## Smrt
Vzhledem k protiváze vlivu janičářů nechal Osman II. zavřít jejich obchody s kávou a začal plánovat vybudování nové a oddanější armády, jejíž hlavní součástí měli být anatolští sekbanové. Výsledkem tohoto plánu bylo povstání přímo v paláci, organizované janičáři. Ti mladého sultána uvěznili ve věži Yedikule, kde byl nakonec uškrcen.

## Rodina

### Konkubíny
Osman měl 3 nebo 4 konkubíny:
- Ayşe Hatun, jeho Haseki Sultan, neznámého původu
- Meleksima Sultan, taktéž Haseki Sultan, neznámého původu
- Žena, která tvrdila, že je dcerou astrologa a vnučkou Pertev Mehmeda Paši, neznámé jméno i původ
- Akile Hatun (v harému od roku 1622), dcera Šejk-ul-Islama Mehmeda Esadullaha Efendiho

### Synové
Osman měl 2 syny:
- Şehzade Ömer (zemřel v dětství)
- Şehzade Mustafa (zemřel v dětství)

### Dcery
Osman měl 1 dceru:
- Zeynep Sultan (zemřela v dětství)

## V populární kultuře
Postava Osmana II. se vyskytuje v tureckém televizním seriálu Muhteşem Yüzyıl: Kösem, kde jej ztvárnil herec Taner Ölmez.